# 达米扬·鲁代日
達姆揚·魯德斯（1986年6月17日—），克羅地亞籃球運動員。他現在效力於NBA球隊印第安納步行者。他在場上的位置是小前鋒。他也代表克羅地亞國家籃球隊參賽，參加了2014年籃球世界杯。